# Capilla de los Vélez
La capilla de los Vélez es una capilla situada en el ábside de la Catedral de Murcia, considerada una de las piezas más singulares del conjunto catedralicio y de toda la arquitectura gótica del antiguo Reino de Murcia. Fue declarada Monumento Nacional en 1928, en la actualidad tiene grado de protección de Bien de Interés Cultural.

## Historia
En 1490 dieron comienzo las obras de la capilla de los Vélez (llamada también de San Nicolás y dedicada a San Lucas) y es el 15 de octubre de 1507, según reza la inscripción sobre el friso, cuando quedan concluidas. Fue fundada por Don Juan Chacón en 1490, Adelantado mayor de Murcia y padre del primer Marqués de los Vélez. Tiene algunas semejanzas con la Capilla del Condestable de Burgos y la de Don Álvaro de Luna de Toledo por lo que en un principio se atribuyó a Juan Guás, cosa completamente descartada. 
La capilla se construyó sobre otra anterior de factura gótica propiedad del suegro de Juan Chacón, que fue derribada por éste para construir la actual. La obra fue finalizada por su hijo, fruto de su matrimonio con Luisa Fajardo, Pedro Fajardo y Chacón, una de las grandes figuras que posibilitaron la introducción del Renacimiento y el Humanismo en el levante y sur de la península.

## Arquitectura

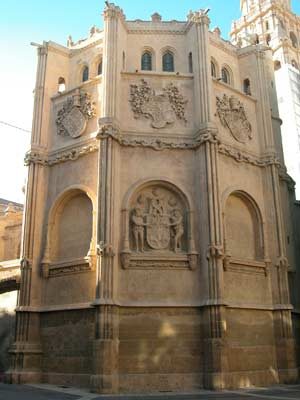
Detalle de la cadena de piedra que rodea la capilla

La capilla de los Vélez tiene personalidad propia, es de estilo fastuoso, exuberante, repleta de blasones. En su decoración podemos destacar elementos románicos, góticos, mudéjares y retazos del próximo Renacimiento, todo perfectamente armonizado en un avance lo que sería el estilo plateresco. Ofrece un amplio repertorio de esculturas, que sólo suponen la décima parte de las que debería tener, según el proyecto oficial. Las cadenas de piedra que rodean el monumento parece ser que aluden a los cautivos cristianos liberados por los Fajardos en sus luchas con los moros.
El interior de la capilla tiene una rica bóveda estrellada de exuberante ornamentación: elementos vegetales como cardinas, flores y plantas de talle carnoso, doseletes, escudos, pináculos, flores marinas, etc. También podemos encontrar una simbología escultórica que denotan claramente el linaje y el poder adquirido por la familia Fajardo. Muestra de ello son las cadenas de piedra que rodean todo el perímetro exterior de la capilla y los conjuntos escultóricos y relieves del interior.
El exterior de la capilla, en la Plaza de los Apóstoles, es mucho más severo: muros lisos en los que se insertan tres grandes arcos de los que el central contiene el escudo de los Fajardo, sostenido por dos hombres “salvajes”. El uso de la cadena también lo encontramos en otras obras del momento como el Palacio de los Momos de Zamora, el Hospital Real de Santiago de Compostela y el Colegio de San Gregorio de Valladolid. La importancia y poder de los Fajardo en Murcia queda patente en el detalle de que, la construcción de la capilla, quedaba fuera del contorno del área de la catedral, invadiendo para su uso particular, una zona que era de uso público. Este hecho influyó directamente en otros personajes posteriores en sus intenciones de no ser menos que los Fajardo; es el caso del arcediano Junterón que aclaró que su capilla debía sobresalir y ser tan espléndida como la de los Vélez.